# Rzozów
Rzozów  ist eine Ortschaft mit einem Schulzenamt der Gemeinde Skawina im Powiat Krakowski der Woiwodschaft Kleinpolen in Polen.

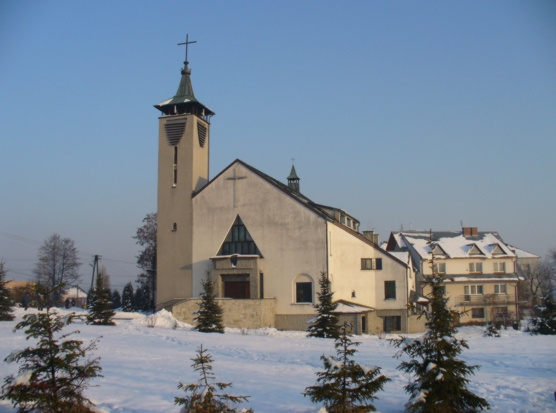
Ortskirche

## Geographie
Der Ort liegt im Pogórze Wielickie am linken Ufer der Skawinka, auf dem Weg sowie der Bahnlinie von Kalwaria Zebrzydowska nach Skawina. Die Nachbarorte sind die Stadt Skawina im Norden und Nordosten, Radziszów im Südosten, Gołuchowice im Südwesten, sowie Borek Szlachecki im Nordwesten.

## Geschichte
Das Gebiet zwischen den Flüssen Skawa im Westen und Skawinka im Osten (mit Ausnahme des Radwanitenkorridors) wurde im Jahr 1274 von Kleinpolen abgetrennt und ans Herzogtum Oppeln angeschlossen. Das Herzogtum Oppeln wurde 1281 nach dem Tod von Wladislaus I. von Oppeln geteilt. Ab 1290 gehörte das Gebiet zum Herzogtum Teschen und seit 1315 zum Herzogtum Auschwitz, ab 1327 unter Lehnsherrschaft des Königreichs Böhmen.
Die Tyniecer Benediktiner schrieben zwischen den Jahren 1283 bis 1286 eine Fälschung, die behauptete, dass die Dörfer Wola, Radessow (Radzieszów) und Zorzow (Rzozów) schon im Jahr 1250 von Wladislaus I. von Oppeln-Ratibor an das Kloster verliehen wurde. Die Fälschung bestätigt jedoch die Existenz des Dorfs in einer schlesischen Exklave in den 1280er Jahren. Im Jahr 1335 verkaufte der Tynecer Abt Michał das Schulzenamt in Zorzow an die Brüder Iohanni und Andreae, wodurch es zwischen den Dörfern Samporcone (Samborek), Werneri (Borek Szlachecki), Silizina (Zelczyna), Crozanczin (Krzęcin), Goluchonis (Gołuchowice) und Rachezow (Radziszów) nach Deutschem Recht (iure Teutonico videlicet Novifori, quod Sredense) auf 30 fränkischen Hufen wiedergegründet oder nur rechtlich übertragen wurde.
Der Name, erst ab dem 18. Jahrhundert zum heutigen Rzozów verändert, ist vom Urbesitzer namens Zorz(a) abgeleitet.
Seit 1445 gehörte es zum Herzogtum Zator, dieses wurde im Jahr 1494 an den polnischen König verkauft. Neben Borek Szlachecki war es bis zur Machtübernahme des Herzogtums Zator von Polen in der zweiten Hälfte des 15. Jahrhunderts das am nächsten zur polnischen Hauptstadt Krakau gelegene Dorf außerhalb Polens (16 km in gerader Linie zum Krakauer Marktplatz). Um das Jahr 1600 gehörte es nicht zum Kreis Schlesien der Woiwodschaft Krakau, wie der Rest des Herzogtums, sondern zum Kreis Szczyrzyc. Es unterlag der Pfarrei in Skawina.
Bei der Ersten Teilung Polens kam Rzozów 1772 zum neuen Königreich Galizien und Lodomerien des habsburgischen Kaiserreichs (ab 1804). Ab 1782 gehörte es dem Myslenicer Kreis (1819 mit dem Sitz in Wadowice). Nach der Aufhebung der Patrimonialherrschaften bildete es nach 1850 eine Gemeinde im Bezirk Skawina, ab 1867 im Gerichtsbezirk Skawina des Bezirkes Wadowice. Ab 1899 im wiedergegründeten Gerichtsbezirk Skawina im neuen Bezirk Podgórze.
1918, nach dem Ende des Ersten Weltkriegs und dem Zusammenbruch der k.u.k. Monarchie, kam Rzozów zu Polen (Gmina Radziszów, Powiat Kraków, Woiwodschaft Krakau). Unterbrochen wurde dies nur durch die Besetzung Polens durch die Wehrmacht im Zweiten Weltkrieg. Es gehörte dann zum Distrikt Krakau des Generalgouvernements.
Von 1945 bis 1998 gehörte Rzozów zur Woiwodschaft Krakau.